# 北海道道599号火散布茶内停車場線
北海道道599号火散布茶内停車場線（ほっかいどうどう599ごう ひちりっぷちゃないていしゃじょうせん）は、北海道浜中町内を結ぶ一般道道（北海道道）である。

## 概要

### 路線データ
- 起点：北海道厚岸郡浜中町散布村（北海道道123号別海厚岸線交点）
- 終点：北海道厚岸郡浜中町茶内緑（JR北海道 根室本線 茶内駅）
- 総延長：11.4km
- 重複区間：
  - 浜中町琵琶瀬村 - 浜中町茶内緑（北海道道808号琵琶瀬茶内停車場線）
  - 浜中町茶内本町 - 浜中町茶内緑（北海道道506号茶内停車場線）

## 歴史
- 1967年（昭和42年）3月31日 - 路線認定[1]。

## 地理

### 通過する自治体
- 釧路総合振興局
  - 厚岸郡浜中町

### 主な接続道路
浜中町
- 北海道道123号別海厚岸線 - 散布（起点）
- 北海道道808号琵琶瀬茶内停車場線 - 琵琶瀬、茶内緑（重複）
- 北海道道506号茶内停車場線 - 茶内本町、茶内緑（重複）